# Typhlodromus serrulatus
Typhlodromus serrulatus är en spindeldjursart som beskrevs av Ehara 1972. Typhlodromus serrulatus ingår i släktet Typhlodromus och familjen Phytoseiidae. Inga underarter finns listade i Catalogue of Life.